# Iglesia de San Juan Bautista (Benafigos)
La iglesia parroquial de San Juan Bautista de Benafigos, en la comarca del Alcalatén, Provincia de Castellón, es un templo católico catalogado como Bien de Relevancia Local, según la Disposición Adicional Quinta de la Ley 5/2007 de 9 de febrero de la Generalitat, de modificación de la Ley 4/1998, de 11 de junio, del Patrimonio Cultural Valenciano (DOCV Núm. 5.449 / 13/02/2007), tal y como muestran los datos de la Dirección General de Patrimonio Artístico de la Generalidad Valenciana.
Se trata de un edificio construido en estilo gótico, iniciado en el siglo XIII y considerado por los expertos como uno de los edificios religiosos de este estilo más antiguos de la Provincia de Castellón.
Fue remodelada durante el siglo XVIII. En el año 2003 se procedió a la restauración de su parte frontal, datada del siglo XVII.
Externamente tiene aspecto de fortaleza, posiblemente debido a que se construyó utilizando parte de los lienzos de la muralla que rodeaba el núcleo poblacional medieval.
Respecto a su interior, cabe destacar la presencia de arcos de ojiva muy bien conservados. La Capilla de la Virgen de la Ortisella, se construyó en el siglo XX.
Posee un Museo parroquial en el que se conservan objetos de gran valor artístico como el retablo de San Juan Bautista, en el que destacan las tablas centrales en las que se representa el Bautismo del Señor, San Juan Bautista y San Onofre. También pueden destacarse las tablas de la flagelación de la Virgen, datadas en el siglo XV.